# Gargamella
Gargamella (Gargamel in originale) è un personaggio immaginario e l'antagonista principale delle storie a fumetti e a cartoni animati de I Puffi, creato da Peyo.

## Biografia del personaggio
Gargamella è uno stregone tanto sgangherato quanto perfido, malvagio e spietato. Proprio per questo odia i Puffi, tanto che vorrebbe inizialmente catturarli per trasformare il piombo in oro, successivamente per mangiarseli, o, come raccontato nel film, risucchiare la loro gioiosa essenza per conquistare il mondo. Fortunatamente egli fallisce sempre nei suoi intenti. È accompagnato dal suo gatto Birba, a volte meno stupido del suo padrone.
Il suo primo incontro con i Puffi viene narrato nell'episodio "Il viaggio nel tempo di Gargamella", della quinta stagione. Da giovane, per evitare di essere cacciato dalla scuola dei maghi, Gargamella si era recato nel bosco per cercare qualcosa di sensazionale per il suo esame finale. I Puffi in quel momento stavano passeggiando nei boschi e si nascosero al suo arrivo, tuttavia Birba scovò Quattrocchi e lo catturò. Non avendo mai visto una creatura simile, Gargamella cercò nel suo libro scolastico e scoprì non solo che era un Puffo, ma come fosse un ingrediente fondamentale, ricercato dagli alchimisti, per trasformare il piombo in oro. Grande Puffo e gli altri fecero inciampare Gargamella e liberarono Quattrocchi. Successivamente Gargamella venne colpito in testa da una roccia appesa alla vecchia quercia. Nell'episodio si scoprirà che quella roccia era stata appesa dal suo alter-ego del futuro nell'intento di farla cadere sui puffi e permettere al giovane sé stesso del passato di catturarli. Tuttavia il piano andò in fumo a causa di Bue Grasso, che scoprì Gargamella, spezzando l'incantesimo che gli aveva permesso di tornare indietro nel tempo e toccò la fune che fece cadere la pietra sulla testa del giovane Gargamella. Da qui crebbe la nascita del suo permanente odio per i Puffi. Nella serie TV è il figlioccio di Baldassarre, un potentissimo mago, che era, come la madre gli ricordava spesso, considerato la pecora nera della famiglia.
Dalla sesta serie era accompagnato anche dal giovane, pigro e dispettoso aiutante nonché apprendista stregone Lenticchia, espulso da tutte quante le scuole di magia che aveva frequentato e vide in Gargamella l'ultima spiaggia per finire i suoi studi. Nell'ottava serie è costretto ad ospitare più volte anche la piccola e pestifera Denisa, nipote di Baldassarre. Gargamella è spesso tiranneggiato da Bue Grasso e dalla strega Agata, che lo odiano profondamente. Al cinema, nel film dei Puffi del 2011 di Raja Gosnell, è interpretato dall'attore statunitense Hank Azaria.

## Caratterizzazione
Gargamella è uno stregone irascibile, prepotente, egoista, arrogante, megalomane, aggressivo e crudele. Odia follemente i puffi e puntualmente crea dei piani per riuscire a catturarli per poi mangiarseli, trasformarli in oro o estirpare la loro essenza di felicità per conquistare il mondo. Quando è vicino a compiere i suoi intenti, si lancia nella sua tipica risata diabolica. Invariabilmente però, grazie al coraggio dei puffi ed ai maldestri interventi di Birba, i suoi piani malvagi falliscono, lasciandolo  furioso, a consolarsi con il suo barattolo di meringhe. Gargamella non sopporta perfino la primavera. Inoltre, di tanto in tanto si finge generoso e buono nei confronti dei puffi, in modo da poterli avvicinare più facilmente, salvo poi tornare ad essere cattivo come suo solito.